# Paikiasothy Saravanamuttu Stadium
Der Paikiasothy Saravanamuttu Stadium ist ein Cricketstadion in Borella, Colombo, Sri Lanka, das 1945 eingeweiht wurde. Seit 1977 ist es nach dem ehemaligen Präsidenten des Tamil Union Cricket and Athletic Clubs Paikiasothy Saravanamuttu benannt. Das Stadion ist Austragungsort für internationale Test Matches und One-Day Internationals.

## Kapazität und Infrastruktur
Die Kapazität des Stadions beträgt heute 15.000 Plätze. Die beiden Ends heißen Janashakthi Complex End und Scoreboard End.

## Internationales Cricket
Im Stadion wurde der erste Test Sri Lankas 1982 gegen England ausgetragen. Das erste ODI fand 1983 gegen Australien statt. Bis 1994 wurden sowohl Tests als auch ODIs hier regelmäßig ausgetragen, bevor es zu einem Stopp kam. Seit 2002 werden hier vornehmlich wieder Tests, wobei seitdem erst ein ODI im Jahr 2007 hier stattfand.

## Nationales Cricket
Das Stadion ist die Heimstätte des Tamil Union Cricket and Athletic Clubs und wird von diesem bei den nationalen Meisterschaften verwendet.